# スーパー・コンチネンタル (列車)

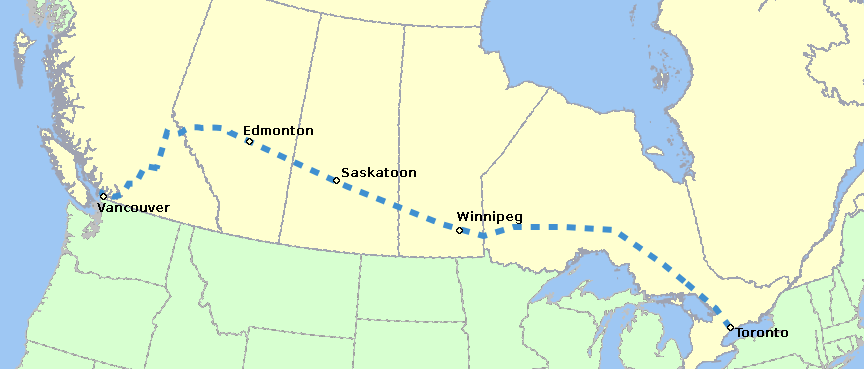
「スーパー・コンチネンタル」の運行経路

スーパー・コンチネンタル（英語: Super Continental）は、当初カナディアン・ナショナル鉄道が1955年から、そしてその後はVIA鉄道が1977年から1981年に廃止されるまで運行していた、カナダの大陸横断旅客列車である。1985年に運行が再開されたが、1990年に再度廃止された。当初のカナディアン・ナショナル鉄道の列車はモントリオール - オタワ - トロント - ウィニペグ - サスカトゥーン - エドモントン - ジャスパー - バンクーバーの経路を毎日運行していた。

## 第二次世界大戦後のカナディアン・ナショナル鉄道の旅客列車
第二次世界大戦後、カナディアン・ナショナル鉄道の旅客列車は近代化の必要性が高く、1946年から1950年にかけて75両の新形軽量客車の座席車および寝台車を購入した。しかし大戦後の資材不足のために、カナディアン・ナショナル鉄道が安価に購入可能な車両の数は限られてしまい、車内の工場で古い重量客車の改装計画を大規模に実施することになった。最終的に合計211両の重量客車が新しい内装、転がり軸受を備えた台車、密閉窓に更新された。しかしすぐに、改装した車両だけでは競争力を保つには不十分であることが明らかとなり、1952年に新型軽量車両の大規模な発注を行った。発注内容は、モントリオールのカナディアン・カー・アンド・ファウンドリーに対して218両の座席車と、シカゴのプルマン＝スタンダードに対して92両の寝台車、20両の食堂車、17両のパーラーカー、12両のビュフェ兼寝台車となっていた。

## 運行開始
新車両の納入は基本的には1954年までに完了したが、カナディアン・ナショナル鉄道は従来の看板列車「コンチネンタル特急」を置き換えて新しい大陸横断の看板列車「スーパー・コンチネンタル」の運行を開始したのは1955年4月24日のことになった。これは偶然ではなく、ライバルのカナダ太平洋鉄道が新しい流線形大陸横断列車の「カナディアン」を運行開始したのと同じ日であった。しかし、新しい黒と緑に黄で装飾した塗装をまとった新造車両と改造車両であっても、「スーパー・コンチネンタル」の車両はカナダ太平洋鉄道のバッド製オールステンレス車両に比べると見劣りがした。またさらに重要な違いとしては、「カナディアン」は景色のよいドームカーを特色としていたが、「スーパー・コンチネンタル」には連結されていなかった。カナディアン・ナショナル鉄道は経済的な理由からドームカーは購入しないことにし、またモントリオール中央駅においてかつてのカナディアン・ノーザン鉄道の通勤列車が使用していた架線にドームカーが干渉する可能性があるとしていた。1964年にカナディアン・ナショナル鉄道は、アメリカ合衆国から中古のドームカーを購入し、エドモントンとバンクーバーの間で使用することにした。
カナディアン・ナショナル鉄道が完全にディーゼル化されたのは1960年のことであったが、「スーパー・コンチネンタル」は当初から完全にディーゼル機関車牽引で、さまざまな機関車が用いられた。モントリオール・ロコモティブ・ワークス製FP-2・FP-4型、カナディアン・ロコモティブ・カンパニー製Cライナーを東部で、またゼネラルモーターズ・ディーゼル製FP9型を西部で使用した。

## 旅客列車の衰退

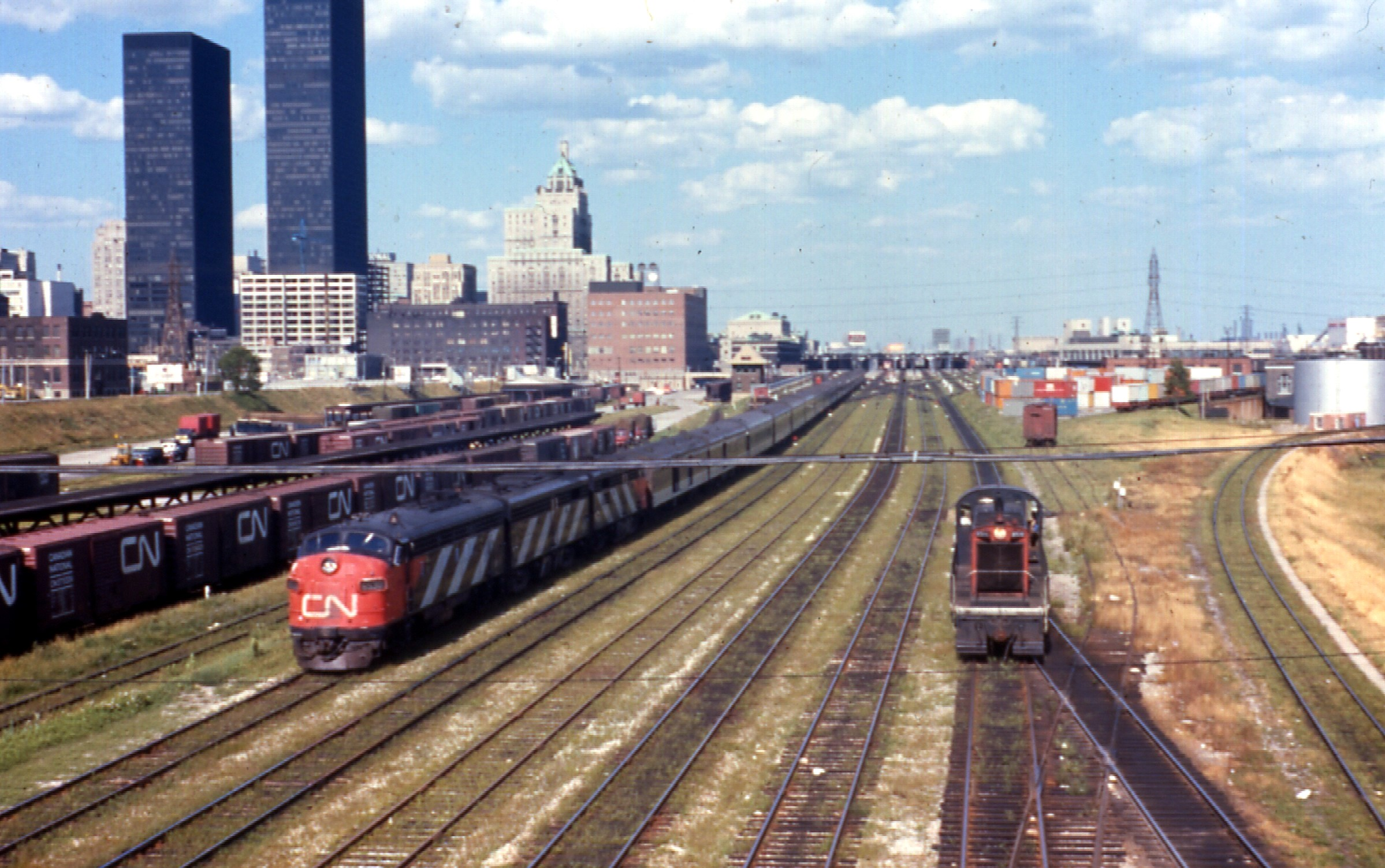
トロントからバンクーバーへ向けて出発する「スーパー・コンチネンタル」、1970年

1960年代になると、新しく建設されたトランスカナダハイウェイを走る自動車や航空機との競合により、カナダの旅客列車は大きく衰退し始めた。しかし、ライバルのカナダ太平洋鉄道が「カナディアン」の運行に関心を失いつつあった時期であっても、カナディアン・ナショナル鉄道は積極的に旅客列車の運行に取り組んだ。カナダ太平洋鉄道のロッキー山脈を貫く路線の方がより景色が良いという世間の認識を変えるために、カナディアン・ナショナル鉄道はミルウォーキー鉄道で「オリンピアン・ハイアワサ」の運行に使われていた6両の「スーパードームカー」（購入後「シーンラミックス」Sceneramicsという名前に変更された）を1964年に購入した。この車両はウィニペグとバンクーバーの間での運行に投入された。しかしカナディアン・ナショナル鉄道の最大限の努力にかかわらず、1970年代を通じて旅客数は減り続け、列車は損失を出しながら運行されていた。

## VIA鉄道による引き継ぎと1回目の廃止
1978年4月1日に、新しく設立された国営企業であるVIA鉄道が公式にカナディアン・ナショナル鉄道の旅客列車運行を引き継いだ。VIA鉄道は1978年10月29日にはカナダ太平洋鉄道の旅客列車の運行も引き継ぎ、その運行する大陸横断列車が「カナディアン」と「スーパー・コンチネンタル」の2本になった。VIA鉄道はこれらの列車の再編を行い、「カナディアン」がトロント - バンクーバー間の、「スーパー・コンチネンタル」がモントリオール - バンクーバー間の列車となった。ウィニペグにおいて双方の列車の間で寝台車の繋ぎ替えが行われた。「カナディアン」がVIA鉄道の最上級大陸横断列車に位置付けられ、「スーパー・コンチネンタル」は2線級とされた。にもかかわらず、目先の効くマーケティングやガソリン価格の高騰、インフレーションの進行などの結果、1980年代初頭には旅客数は回復した。しかし1981年のピエール・トルドー政権の予算では、VIA鉄道の列車運行距離を20パーセント削減することになった。「スーパー・コンチネンタル」は最初に廃止となる列車となった。
旅客列車の廃止は政治的に不人気であることが示され、その後の1984年の選挙でカナダ進歩保守党が勝利しブライアン・マルルーニー政権となって、1985年6月1日に運行が再開された。しかしバンクーバーからエドモントン経由ウィニペグまでの短縮された運行で、「コンチネンタル」（大陸の）という名前に似つかわしくないものとなった。トロントやモントリオールからサドバリーまでの区間は廃止となり、サドバリー近郊のケープリオールからウィニペグまでの区間は1週間に3本の無名の接続列車となった。この期間には、「スーパー・コンチネンタル」には新型のEMD F40PH型ディーゼル機関車が投入された。
1986年2月8日、ヒューマンエラーにより東行き「スーパー・コンチネンタル」がカナディアン・ナショナル鉄道の貨物列車とアルバータ州ヒントン近郊のデールハーストで衝突事故を起こした。23人が亡くなり、現代のカナダの鉄道において最悪の事故となった。

## 最終的な廃止
1980年代末には、連邦政府の予算は非常に厳しいものとなり、マルルーニー政権の1989年の予算はVIA鉄道にとって破滅的なものとなった。1990年1月14日に最終列車がウィニペグおよびバンクーバーを発車し、これをもって「スーパー・コンチネンタル」は廃止となった。これにより「カナディアン」がVIA鉄道で唯一の大陸横断列車となり、21世紀の今日においてもバンクーバーとトロントの間を1週間に3本運行しているが、本来のカナダ太平洋鉄道の路線ではなく、「スーパー・コンチネンタル」が走行していたカナディアン・ナショナル鉄道の路線を走行するようになっている。